# Gabriel Mestre Oliver
Gabriel Mestre Oliver (Portocolom, 24 de març de 1949). Escriptor, pintor, dibuixant i activista cultural.

## Formació
Va estudiar el batxiller a l'Institut Laboral de Felanitx (1959-1964). D'allà passà a cursar estudis de magisteri a l'Escola Normal de Palma, on es va graduar com a Maestro de Primera Enseñanza l'any 1967, a l'edat de 18 anys. Al llarg d'aquests anys d'estudiant es convertí en un visitant assidu de biblioteques i galeries d'art.
Treballà gairebé quaranta anys en el món de l'ensenyament, com a mestre de primària, activitat que compaginava amb la pintura, el dibuix i les col·laboracions a la premsa, especialment al diari Ultima Hora de Palma.
També ha treballat dirigint nombrosos programes d'aplicació de les noves tecnologies en el camp de l'educació i la difusió cultural. En són una mostra la sèrie Un cop d'ull, monografies dedicades a diversos municipis de Mallorca (Llucmajor, Porreres, Sineu, Felanitx, Petra, Alcúdia, Santanyí, Santa Eugènia, Muro…); Turmeda, un programa d'aprenentatge del català destinat a usuaris d'origen magrebí, Cinc minuts amb les paraules editat en ocasió de la celebració de l'any Moll (2003), un-i-di-vers que cerca nexes d'unió entre la cultura de les Illes Balears i la de la resta del món, El Consell i l'illa de Mallorca sobre la intitució de govern de l'illa, Manacor de la prehistòria al segle XV (en català, castellà, alemany, anglès i francès), i molts altres.
Entre els anys 1990 i 1992 publicà setmanalment a la revista Brisas un estudi sobre la distribució geogràfica per municipis dels cognoms de Mallorca.
Des de 2024 és soci d'honor de l'AELC.

## Pintor i dibuixant
Com a pintor feu la primera exposició individual el mes de novembre de 1975, a Manacor. Una exposició de dibuixos que fou clausurada abans de la data assenyalada a causa de la mort del dictador Franco. En aquella mateixa època feu part de Grup Dimecres un col·lectiu d'artistes força reconeguts. D'aleshores ençà sovintegen les exposicions arreu de les Balears. A partir de la dècada dels anys vuitanta del segle xx, inicia una sèrie d'exposicions a Alemanya (Franfurt, Hamburg, Arensburg, Koln, Berlín...), que alterna amb mostres individuals a diferents indrets de les Illes. Actualment, tot i seguir actiu en la pràctica del dibuix, la il·lustració i la pintura, ha deixat de fer exposicions com una mostra de protesta contra la mercantilització creixent de l'art i contra la nefasta política cultural de l'estat espanyol.
En el camp de la il·lustració ha col·laborat amb diverses publicacions, com Codolades de Pere Antoni Jusama i Barceló (Serral) o Els vents de la paraula, CD de Valentín Mendoza musicant dotze poemes d'autors balears.

## Escriptor
Com a escriptor, s'inicià en el conreu del relat curt, alguns d'aquests relats foren publicats a diferents mitjans: La síndrome de Sijilmassa (1997), La nit de glòria de Luzi P. (1998), El darrer viatge de Prometeu Adrover (2000)... El 2008 publicà la seva primera novel·la, Els déus irresponsables, seguida el mateix any per El taller dels somnis, ambdues obres ubicades en un univers virtual conegut com Matriuska. El 2011 aparegué Com l'aigua pels xaragalls, una novel·la de ficció de caràcter més realista que les anteriors i amb fortes pinzellades de crítica social. L'any 2013 es publicà El ventre de la balena on retornà a l'univers Matriuska, precisament en el lloc on acaba Els déus irresponsables. El 2014 publicà una nova novel·la, ... i si la mare de déu fos Joana?, una obra de ficció històrica amb una forta vocació polèmica. En el 2018 publicà la seva sisena novel·la: excés d'equipatge.

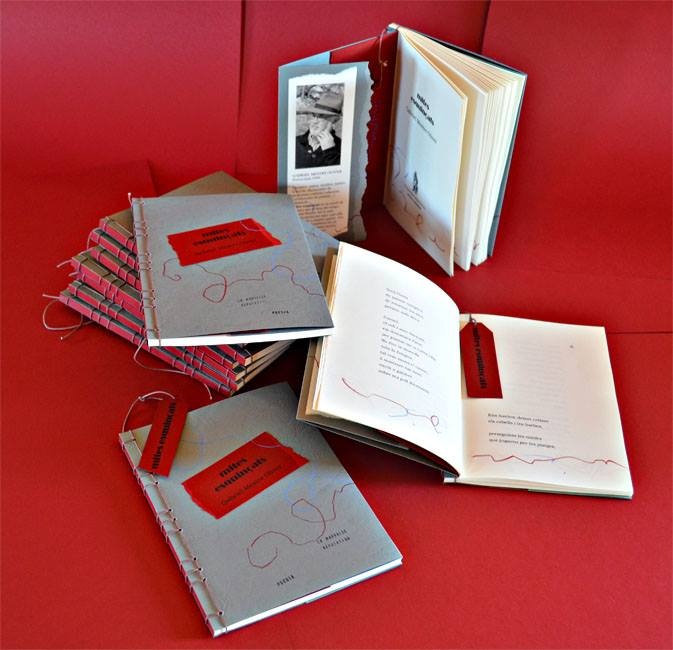
Edició especial de "mites esquinçats".

El 2014 publicà el primer mites esquinçats, un recull de l'obra poètica realitzada al llarg dels darrers cinc anys i que romania dispersa per calaixos i carpetes. Pel que fa a la faceta com a traductor, el 2015 tragué a llum la versió en català d'una novel·la eròtica anglesa d'autor anònim del segle xix, A night in a Moorish Harem També en el 2015 escrigué els textos per a la cantata La disputa de l'ase dedicada a la figura de l'escriptor i aventurer mallorquí del segle xiv, Anselm Turmeda.
Quinzenalment publica un article d'opinió al setmanari Felanitx.

## Obres

### Novel·la
- Els déus irresponsables (2008)
- El taller dels somnis (2008)
- Com l'aigua pels xaragalls (2011)
- El ventre de la balena (2013)
- ...i si la mare de déu fos Joana? (2014)
- Excés d'equipatge (2018)
- Terra Rubra (2020)

### Poesia
- Mites esquinçats (2014)

### Traducció
- Harem, anònim anglès del segle xix (2015)

### Text per a obra musical
- Cantata: La disputa de l'ase (2016)